# فرنسيسكو خافيير ساوسيدو
فرنسيسكو خافيير ساوسيدو هو سياسي مكسيكي، ولد في 24 أبريل 1955 في غوادالاخارا في المكسيك. نشط حزبياً في حزب الثورة الديمقراطية. وقد انتخب عضو مجلس النواب المكسيك ‏.